# NGC 496
NGC 496, anche indicata come PGC 5037, UGC 927 o GC 288, è una galassia a spirale nella costellazione dei Pesci. Si trova a circa 250 milioni di anni luce dal Sistema Solare  e fu scoperta il 12 settembre 1784 dall'astronomo William Herschel.

## Storia delle osservazioni
L'oggetto è stato scoperto da Herschel insieme a NGC 495 e NGC 499. Inizialmente descrisse la scoperta come "Tre (NGC 496 insieme a NGC 495 e 499), eS e F, che formano un triangolo.". Quando osservò di nuovo la triade la notte successiva, fu in grado di distinguere più dettagli: "Tre, che formano un (triangolo rettangolo); l'(angolo retto) a sud NGC 499, la gamba corta che precede (NGC 496), il lungo verso nord (NGC 495). Quelli nelle gambe (NGC 496 e 495) il più debole immaginabile; che al rettangolo (NGC 499) un affare più grande e più luminoso, ma ancora molto debole."
NGC 496 è stata successivamente osservata anche da Bindon Blood Stoney. Questa posizione è segnalata anche nel New General Catalogue.